# Eckernförder Strand-Festival

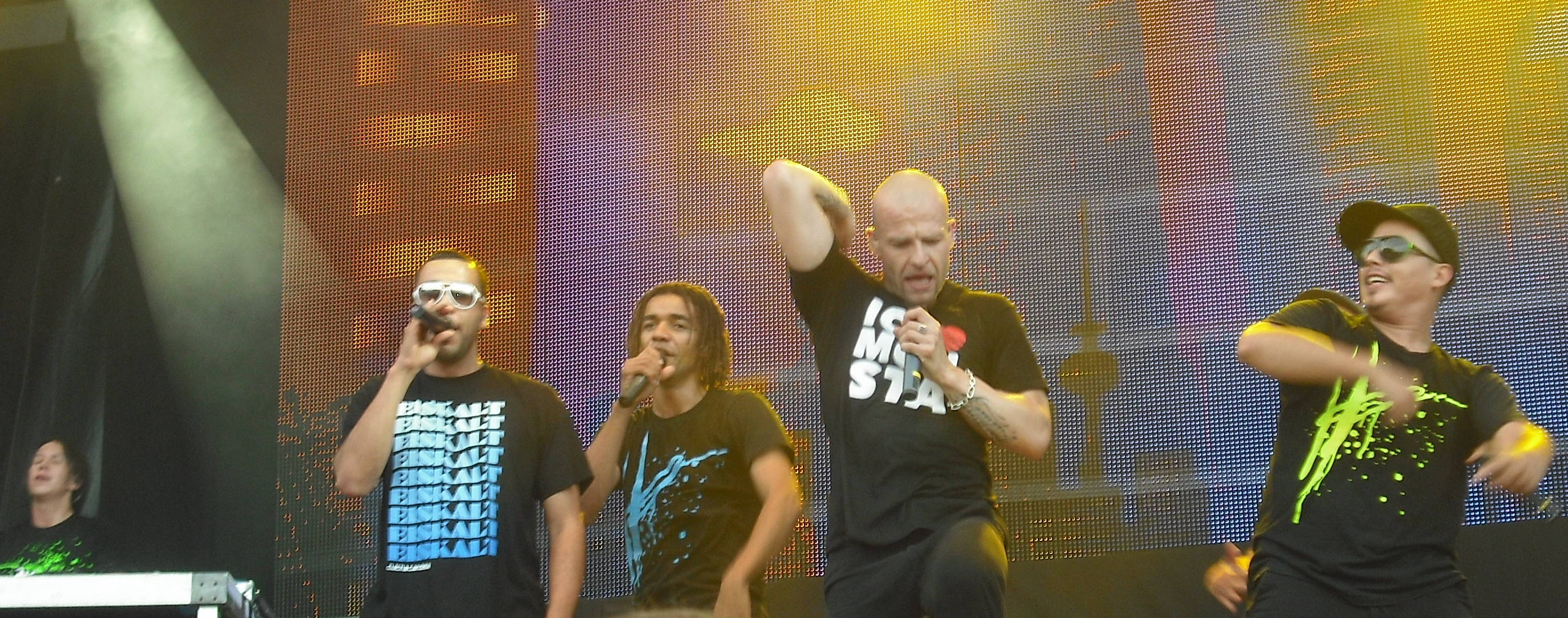
Culcha Candela beim Eckernförder Strand-Festival 2010

Das Eckernförder Strand-Festival (auch: Summer Beach Festival Eckernförde) ist seit 2007 ein eintägiges Open-Air-Musikfestival mit (bisher) zwischen 10.000 und etwa 13.000 Zuschauern auf dem Südstrand in Eckernförde (Stadtteil Sandkrug) direkt an der Ostsee.

## Geschichte
Der Eckernförder Musiker Jens Skwirblies, der Joe Cocker im Jahre 2005 auf einer Dänemark-Tour begleitet hatte, erfuhr von einem von Cocker für 2007 in Sonderburg geplanten Konzert und fragte ihn, ob er dann nicht gleich auch noch nach Eckernförde kommen könne. Cocker sagte zu und hängte zum Abschluss seiner Europa-Tournee noch Eckernförde seinem Terminkalender hinzu – das erste Beach Summer Festival Eckernförde  konnte stattfinden. Mit 10.000 Besuchern war das Konzert schon Wochen zuvor restlos ausverkauft. Der erzielte Gewinn ermutigte den Veranstalter Jens Skwirblies, aus der Veranstaltung eine Dauereinrichtung zu machen. Die Verhandlungen mit Carlos Santana (und der Santana Blues Band) platzten im Folgejahr aber letztlich, so dass die geplante Veranstaltung 2008 ausfiel. Die Verpflichtung von Rod Stewart 2009, der nach Angaben des Veranstalters um ein Vielfaches teurer als Joe Cocker war, führte, obwohl der Eintrittspreis nahezu verdoppelt wurde, zu finanziellen Verlusten, so dass die Stadt Eckernförde finanzielle Mittel nachschießen musste. Die Presse kritisierte vor allem die „Star-Allüren“ Stewarts. Nach voneinander abweichenden Angaben besuchten 2009 zwischen rund 10.000 und rund 13.000 Besucher die Veranstaltung.
Unter geändertem Namen Eckernförde Strand-Festival, mit neuen Veranstaltern (förde show concept GmbH (Flensburg), Franz Betriebe GmbH (Eckernförde), Scherer & Friends GmbH & Co. KG (Hamburg) gemeinsam), mit neuem Konzept und in Kooperation mit dem Uelzen Open R ging es ins Jahr 2010. Insgesamt acht Bands – darunter Culcha Candela, Die Fantastischen Vier, Ich + Ich – traten vor rund 13.000 Besuchern auf. Das für den 13. August 2011 geplante Festival 2012 fiel zum Teil wegen Terminschwierigkeiten, zum anderen Teil wegen für zu hoch empfundener finanzieller Forderungen der Künstler aus; verhandelt worden war unter anderen mit Bryan Adams, Unheilig, Juli und Aura Dione.

## Künstler
| Datum; Besucher             | Bands, Sänger |
| --------------------------- | --- |
| 21. August 2007; 10.000     | Joe Cocker und Band; Rolf Stahlhofen und Band feat. Jens Skwirblies                                                             |
| 10. Juli 2009; ca. 10.000   | Rod Stewart und Band, Leon Taylor und Band, Nik Kershaw und Band                                                                |
| 22. August 2010; ca. 13.000 | Die Fantastischen Vier, Ich + Ich, Culcha Candela, Stanfour, Doll & The Kicks, Eisblume (Band), Mamas Gun, Leon Taylor und Band |

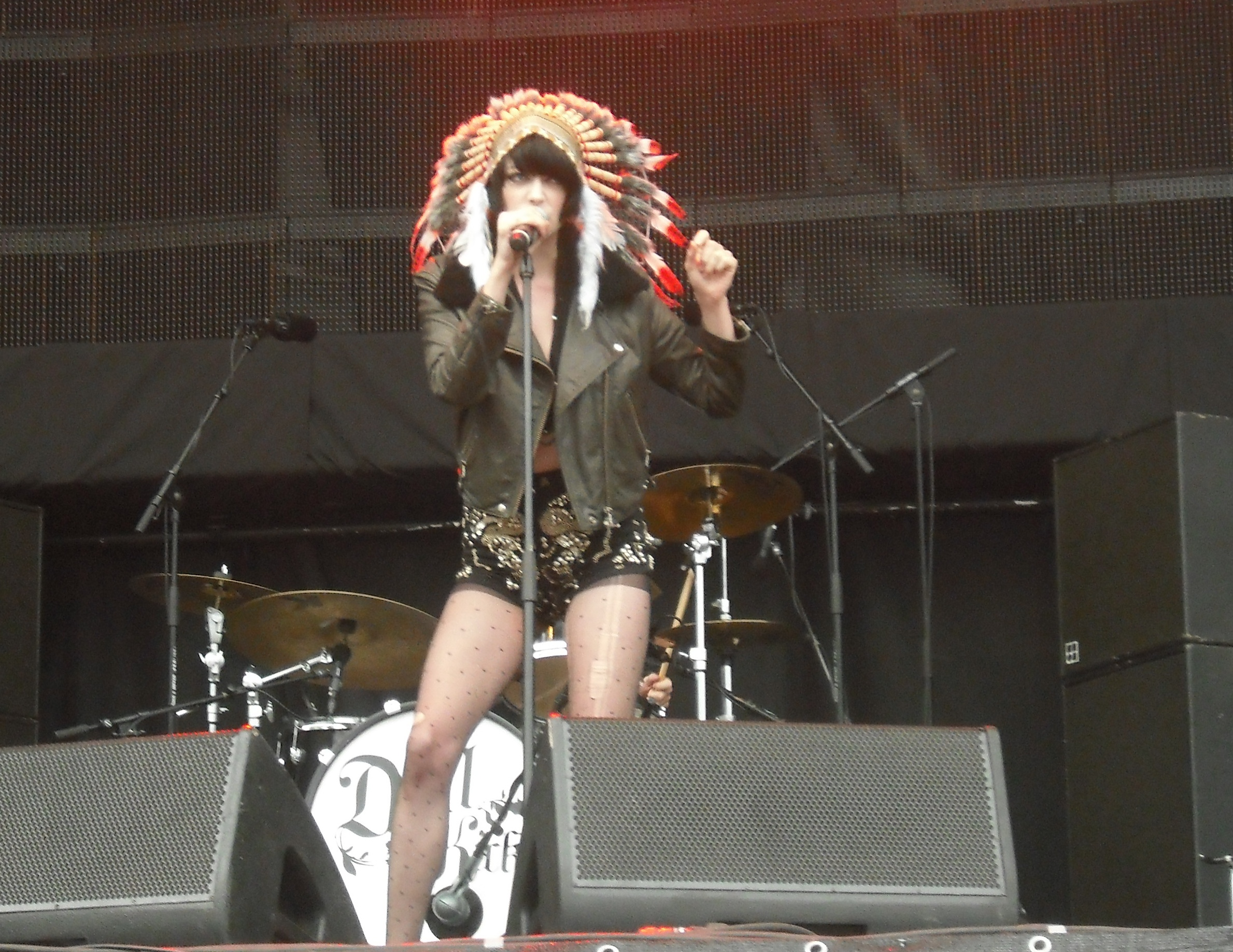
Doll & The Kicks-Sängerin Hannah Scanlon (2010)
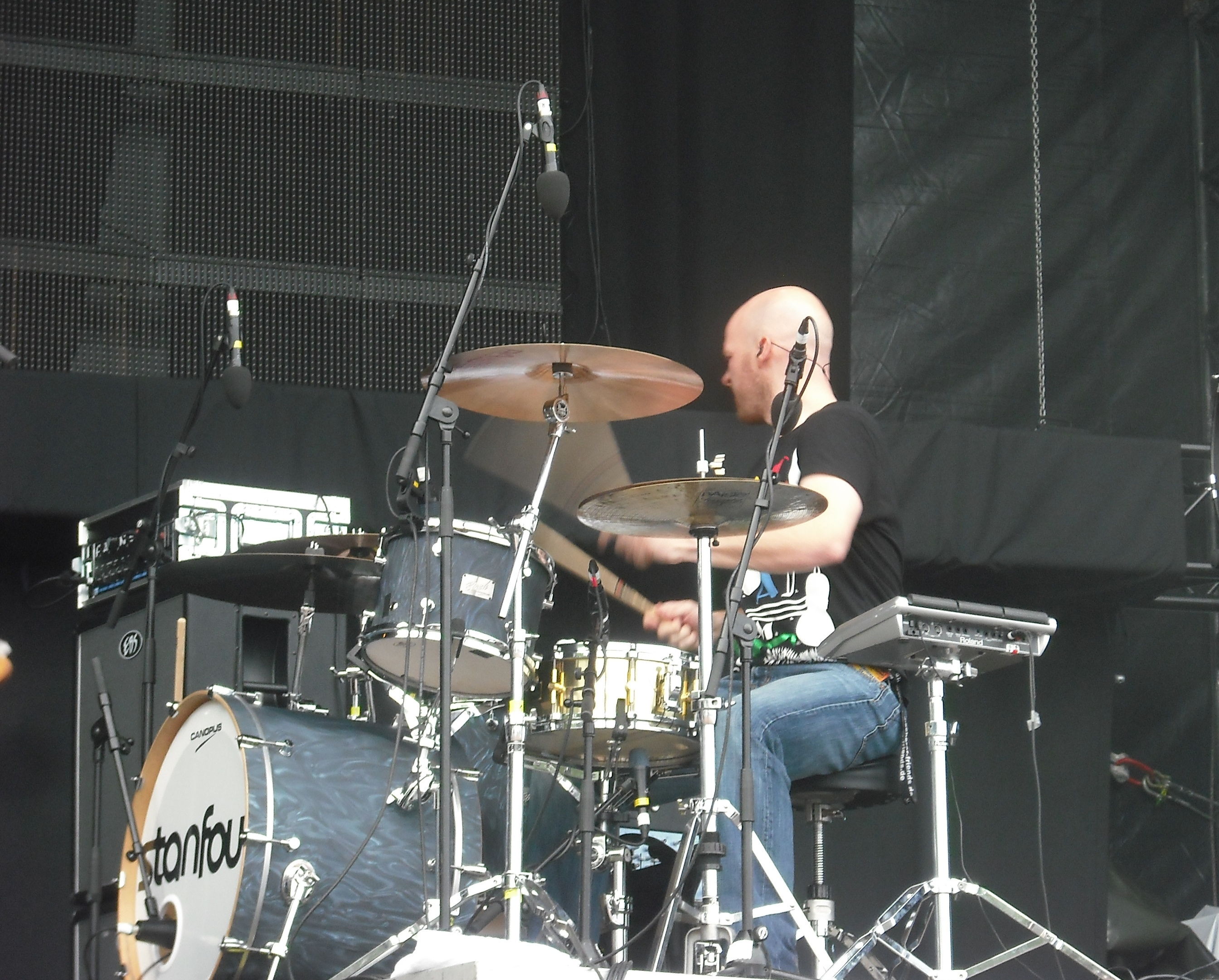
Stanfour-Schlagzeuger Paul Kaiser (2010)
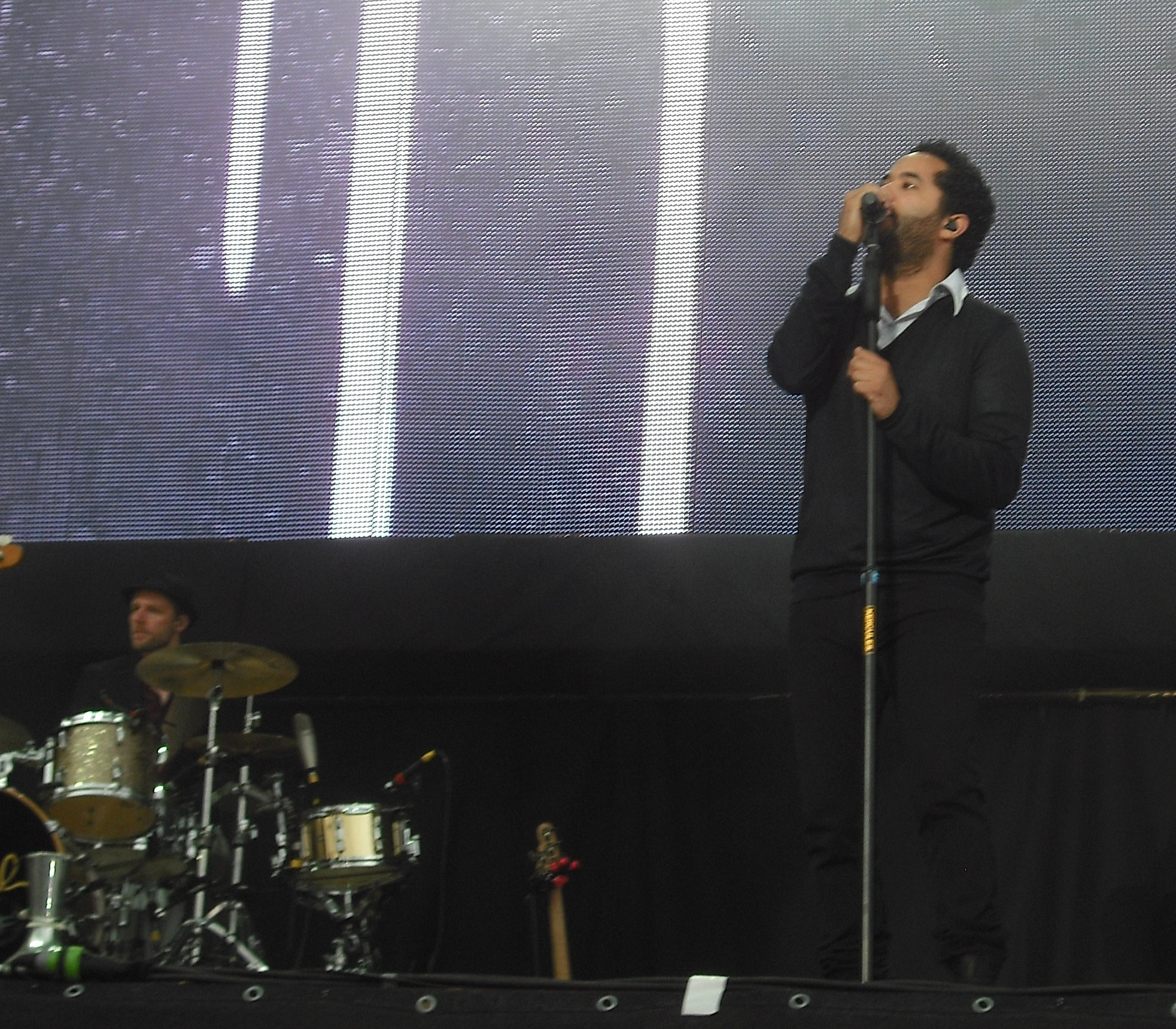
Ich + Ich-Sänger Adel Tawil (2010)
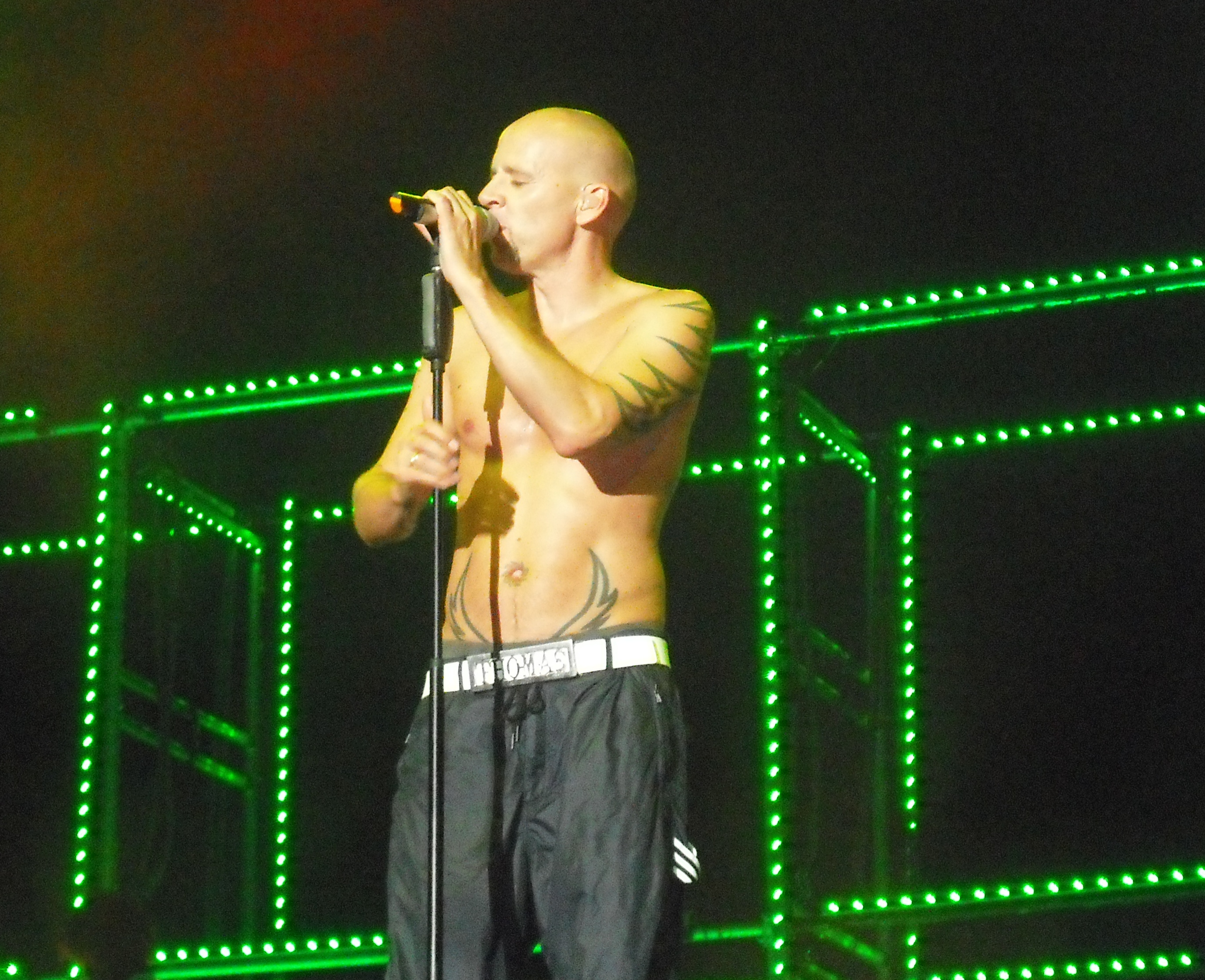
Szene vom Auftritt der Fantastischen Vier (2010)

## Sicherheit für die Besucher
Nach den geltenden Sicherheitsbestimmungen ist das 22.900 Quadratmeter große Festivalgelände für 45.800 Besucher zugelassen. Aufgrund erhöhter Sicherheitsanforderungen der Stadt Eckernförde war die maximale Besucherkapazität schon vor dem Unglück bei der Loveparade 2010 in Duisburg auf 15.000 (bzw. 10.000 im Jahre 2007 auf einer kleineren ausgewiesenen Fläche) begrenzt worden; die Ereignisse von Duisburg veranlassten die Stadtverwaltung, in ihr Sicherheitskonzept die Erkenntnisse über die Sicherheitspannen in Duisburg und die positiven Sicherheitserfahrungen der Wacken Open Air einfließen zu lassen. Auf Absperrzäune, die es noch 2007 und 2009 gab, wurde daraufhin ganz verzichtet, sechs breite Notausgänge geschaffen (im Notfall können die Besucher zudem auch auf die Ostsee oder angrenzenden Strandabschnitten fliehen und teilweise auch zwischen den Notausgängen); die Anzahl der Sicherheitskräfte ist mit 150 fortan doppelt so hoch wie vorgeschrieben, darüber hinaus ist ein Notarzt-Stab präsent.

## Sonstiges
Eine „Tradition“ gibt es bereits: bei den ersten drei durchgeführten Veranstaltungen prasselte zu Beginn des Festivals der Regen nieder – die Sonne setzte sich aber rechtzeitig vor dem Auftritt der Hauptbands durch. Leon Taylor ist der einzige Künstler, der zweimal (2009 und 2010) beim Festival auf dem Eckernförder Südstrand auftrat; das „Roadmovie“ über ihn entstand 2009 teilweise auch beim Beach Summer Festival in Eckernförde.